# Nad Kršlí
Nad Kršlí je hora v Moravskoslezských Beskydech, 4 km západo-jihozápadně od Horní Lomné a 1 km západo-severozápadně od Malého Polomu. S výškou 1002 m n. m. jde o nejnižší tisícovku Moravskoslezských Beskyd. Vrcholová část zalesněna smrčinou s příměsí buku a jeřábu, místy dosadba jedle. V nejvyšší části pěkné vrcholové skalky, na strmém severním svahu pás mrazových srubů s výškou stěn až 10 m.

## Název
Vrchol není na oficiálních státních mapách pojmenovaný, ale na většině turistických map už je název zanesený. Název Nad Kršlí zvolili autoři projektu Tisícovky Čech, Moravy a Slezska podle nejbližšího pojmenovaného místa – samoty Kršle, ležící necelých 700 m severozápadně.

## Přístup
Vrchol Nad Kršlí je nejsnáze dostupný z červeně značené hřebenovky od rozcestí Bílý Kříž na rozcestí Malý Polom, hřeben. U sedla s Malým Polomem, kde se červená značka napojuje na lesáckou asfaltku, odbočuje doleva neznačená cesta, která se stáčí k severozápadu a za mělkým sedlem stoupá k vrcholu Nad Kršlí. Od odbočky z červené značky je to na vrchol 400 m.
Další možností je přístup z Horní Lomné po modré značce na rozcestí Malý Polom, hřeben (4 km), dále 800 m západně po červené značce a nakonec 400 m po zmíněné neznačené cestě na severozápad.